# 豬肉

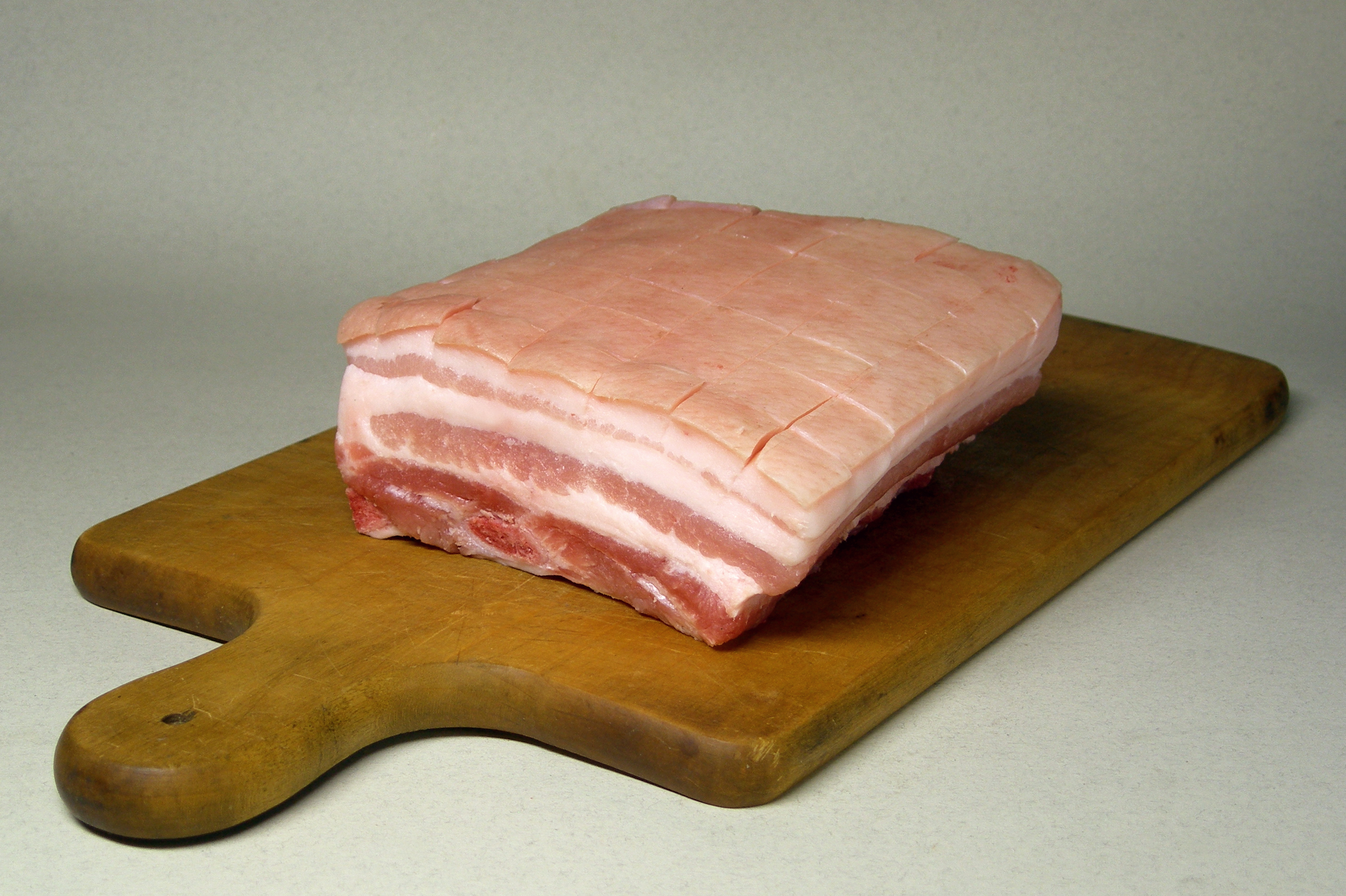
肌肉和脂肪层的豬肚肉

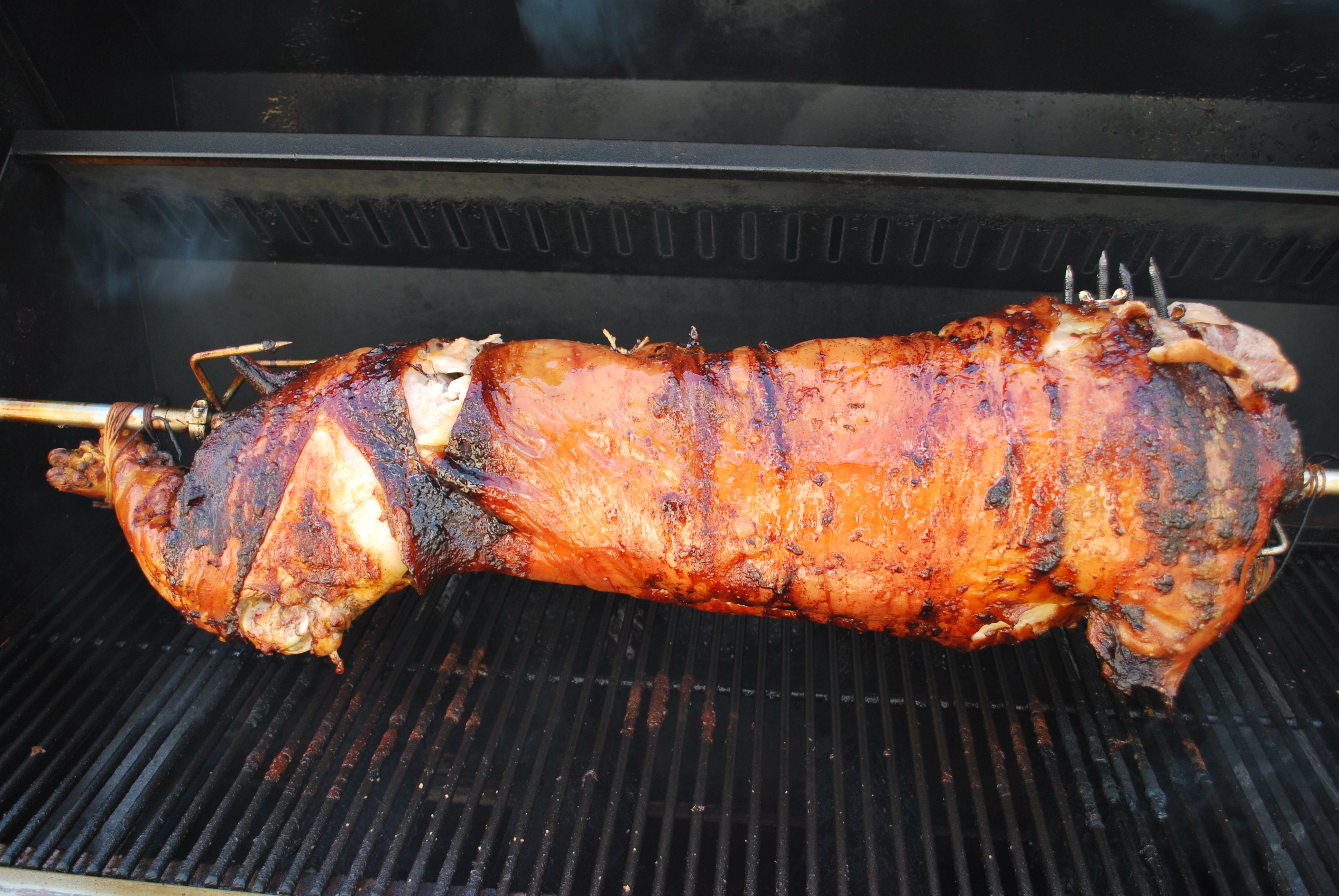
慢火串烤豬肉

豬肉是從猪身上取得的肉，是全世界广泛食用的肉品之一，在全球範圍內，豬是僅次於雞和鴨，最常被屠宰取肉的動物。食用豬隻可以追溯到公元前5000年的猪畜牧业；在2013年，全球有超過14億五千萬隻豬被屠宰取肉，殺豬在很多地方也因此是很常見的行業。猪肉大致有两种食用方法，一種是食用新鲜的熟食，另一種是將豬肉加工保存後食用。固化可以延长猪肉产品的保质期。豬肉的相關加工品有火腿、臘肉、肉乾、培根和香肠等。猪肉在亚洲人群中被高度重视，它是东亚、东南亚地区最受欢迎的肉类。

## 歷史

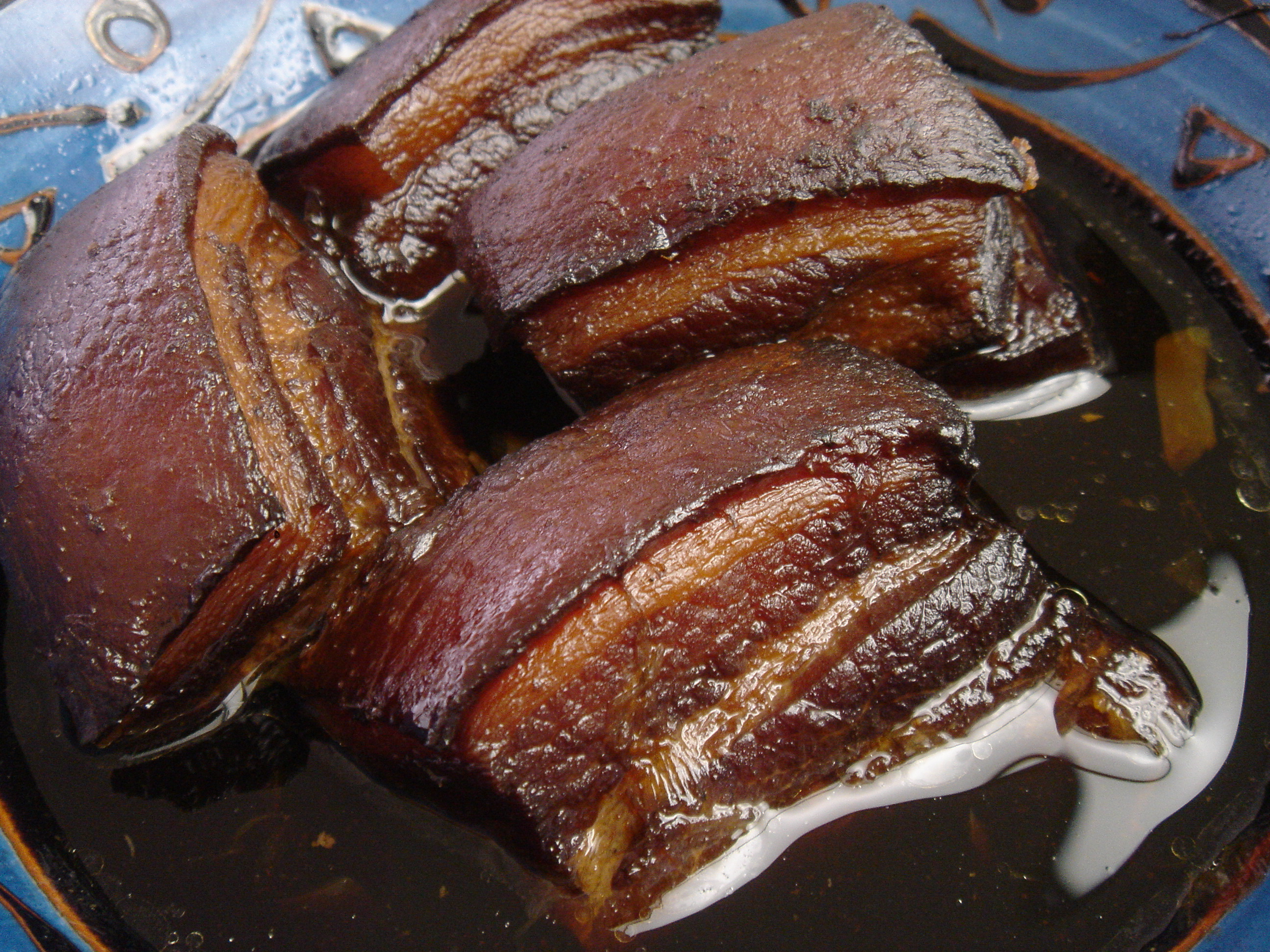
东坡肉

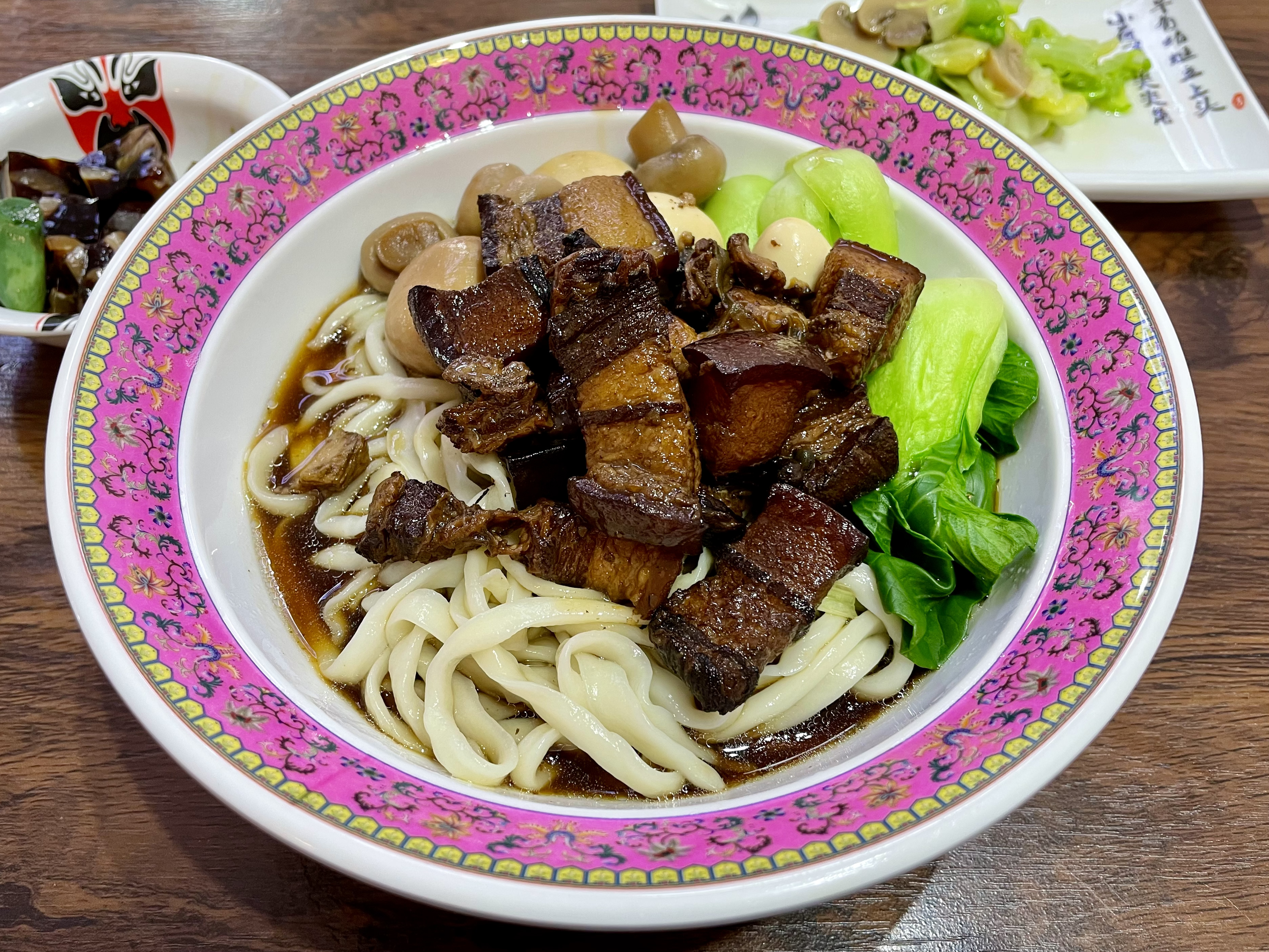
北京的紅燒肉麵

17世紀後，豬肉陸續成為世界主要肉品之一。

## 选择标准
選擇豬肉的標準大致相同：以淺紅、肉質結實、紋路清晰為主。而最高級的肉，是瘦肉與脂肪比例恰好，吃起來不澀不油的肉品，其部位約在里脊、大腿和排骨。
如果白色脂肪越多，豬肉肉品等級就越低。全脂肪的肥豬肉，可熬製成豬油。

## 部位
另見；Cut of pork

American cuts of pork

- 肩胛：梅花肉（胛心肉）、頸肉（槽頭肉、雪花肉、霜降肉、松阪豬）、頰肉（嘴邊肉、豬頭皮）、骨仔肉（豬頭肉）。
- 背脊：大里肌（背肌肉）、小里肌（腰內肉）、大排（排骨、帶骨里肌）、小排（里肌小排、五花小排、腩排）、二層肉（離緣肉）。
- 腹脅：五花肉（三層肉）、肝連肉（隔間肉）。
- 腿：腿肉（瘦肉、赤肉、精肉）、大腿肉（猪肘、蹄膀、腿庫、腳庫）、腱子肉（老鼠肉）、腳蹄（豬腳）。
- 全身：燒乳豬、燒豬

## 消耗量
根據美國農業部統計，2011年豬肉總消耗量，中國大陆位居首位。人均豬肉食用量，捷克位居首位，其次為台灣、波蘭。此外，中國大陸的豬肉產量為世界第一，佔全世界豬肉产量的46%以上，美國以7%左右的产量位居第二。

### 全球豬肉消費
| 地域                                                                  | 2009    | 2010    | 2011    | 2012    | 2013    | 2014    | 2015    | 2016    |
| --------------------------------------------------------------------- | ------- | ------- | ------- | ------- | ------- | ------- | ------- | ------- |
| 中國大陸                                                              | 48,823  | 51,157  | 50,004  | 52,725  | 54,250  | 57,195  | 56,668  | 54,070  |
| 歐盟                                                                  | 20,691  | 20,952  | 20,821  | 20,375  | 20,268  | 20,390  | 20,913  | 20,062  |
| 美國                                                                  | 9,013   | 8,654   | 8,340   | 8,441   | 8,616   | 8,545   | 9,341   | 9,452   |
| 俄羅斯                                                                | 2,719   | 2,835   | 2,971   | 3,145   | 3,090   | 3,024   | 3,016   | 3,160   |
| 巴西                                                                  | 2,423   | 2,577   | 2,644   | 2,670   | 2,771   | 2,845   | 2,893   | 2,811   |
| 日本                                                                  | 2,467   | 2,488   | 2,522   | 2,557   | 2,553   | 2,543   | 2,568   | 2,590   |
| 越南                                                                  | 2,071   | 2,072   | 2,113   | 2,160   | 2,205   | 2,408   | 2,456   | 2,506   |
| 墨西哥                                                                | 1,770   | 1,784   | 1,710   | 1,850   | 1,945   | 1,991   | 2,176   | 2,270   |
| 南韓                                                                  | 1,480   | 1,539   | 1,487   | 1,546   | 1,598   | 1,660   | 1,813   | 1,868   |
| 菲律賓                                                                | 1,356   | 1,418   | 1,432   | 1,446   | 1,533   | 1,551   | 1,544   | 1,659   |
| 烏克蘭                                                                | 713     | 776     | 806     | 953     | 1,006   |         |         |         |
| 台灣                                                                  | 925     | 901     | 919     | 906     | 892     | 875     | 930     | 897     |
| 加拿大                                                                | 853     | 802     | 785     | 834     | 837     |         |         |         |
| 香港                                                                  | 486     | 467     | 558     | 547     | 537     |         |         |         |
| 澳洲                                                                  | 464     | 482     | 482     | 511     | 528     |         |         |         |
| 智利                                                                  | 369     | 385     | 408     | 430     | 430     |         |         |         |
| 其他                                                                  | 3,615   | 3,756   | 3,932   | 4,022   | 4,183   | 6,869   | 6,587   | 6,656   |
| 总计                                                                  | 100,238 | 103,045 | 101,934 | 105,118 | 107,242 | 109,896 | 109,095 | 108,001 |
| 千公吨，来源：美国农业部报道，2009-2013年数字，:16 2014–2016年数字:18 |         |         |         |         |         |         |         |         |

## 加工
豬肉大量被加工製成各式的香腸、火腿、培根、腌肉、熏肉、午餐肉、寵物食品等。加工用的豬肉，甚至比用于烹饪食用的鮮肉還多。
家豬屠宰过程中產生的豬耳、豬腳、猪鼻、豬頭、豬舌頭、豬皮等，還可與其他食材搭配，烹饪成菜餚。此做法常见于东亚、美國南部、欧洲等地。如台湾有使用豬血（中国大陆称其为“血豆腐”，广东和香港等粤语区称为猪红）與大米做成的“豬血糕”。

## 健康風險
豬肉已知會攜帶某些疾病，例如豬肉絛蟲、旋毛蟲病和梭菌壞死性小腸炎，因此生豬肉或未煮熟的豬肉可能具有危險性，儘管在中歐和東歐國家有時仍會食用生豬肉產品，而東歐國家被認為有較高的旋毛蟲病風險。
未煮熟或未經處理的豬肉可能含有病原體，如果在烹飪後長時間暴露在空氣中，可能會再次受到污染。曾有一個案例，食品安全檢驗局檢測出210（460磅）的波利多力品牌全熟豬肉香腸碎中含有李斯特菌，儘管沒有任何人因食用該產品而生病。食品安全檢驗局此前曾指出，必須經過正確處理和徹底烹飪，使豬肉內部溫度達到71 °C（160 °F）來“消滅李斯特菌及其他微生物。” 其他微生物，如大腸桿菌、沙門氏菌和金黃色葡萄球菌，也可能出現在未充分煮熟的豬肉、家禽和其他肉類中。作為美國農業部的一部分，食品安全檢驗局目前建議將豬絞肉烹煮至71 °C（160 °F），整塊豬肉則應烹煮至63 °C（145 °F），並在完成後靜置三分鐘。
2015年10月，世界衛生組織（WHO）的國際癌症研究機構(IARC)正式把包括豬肉在内的紅肉列入2A級別致癌物質，經加工后的紅肉更被列為相當於香煙的1級致癌物（但其致癌機率仍低於香菸）。世界衛生組織的報告指出，经常食用紅肉會誘發大腸癌，建議減少紅肉的進食，并注意均衡飲食。

## 禁忌
对猪肉的禁忌大多与宗教有关。犹太教和伊斯兰教中，猪与诸多动物都被禁止食用，多数现代基督宗教教派则无此禁忌。在某些穆斯林国家，尤其是以可蘭經作为其宪法一部分的国家，销售猪肉是非法的（如沙特），或是被严重限制的（如卡塔尔，猪肉由政府指定机构专卖，且只销售给居住于本国的外国人）。以色列人口以犹太人和阿拉伯人为主，虽然两大种族信奉的犹太教和伊斯兰教都禁食猪肉，该国也曾立法禁止非犹太洁食在本国出售，但随着新移民和年轻一代世俗化人口增加，食用猪肉的以色列人比例也在增加，政府也不再对猪肉加以禁止。汉传佛教和全真道因不杀生，故也不食用包括猪肉在内的所有肉类。印度教（婆罗门除外）和锡克教虽无禁忌，但在歷史上印度並沒有養豬和消費豬肉的傳統（西藏、北亞游牧民族亦然）。

## 豬肉與文化
回民及其他穆斯林称猪肉为“大肉”。关于此称呼，一种观点认为是古代满族祭祀时，称猪肉为“大肉”，回民也借用此称呼指代猪肉；另一种观点则认为是，旧时回民自称“小教”，称汉族为“大教”，由此衍生出“大肉”一词。

## 豬肉圖片集

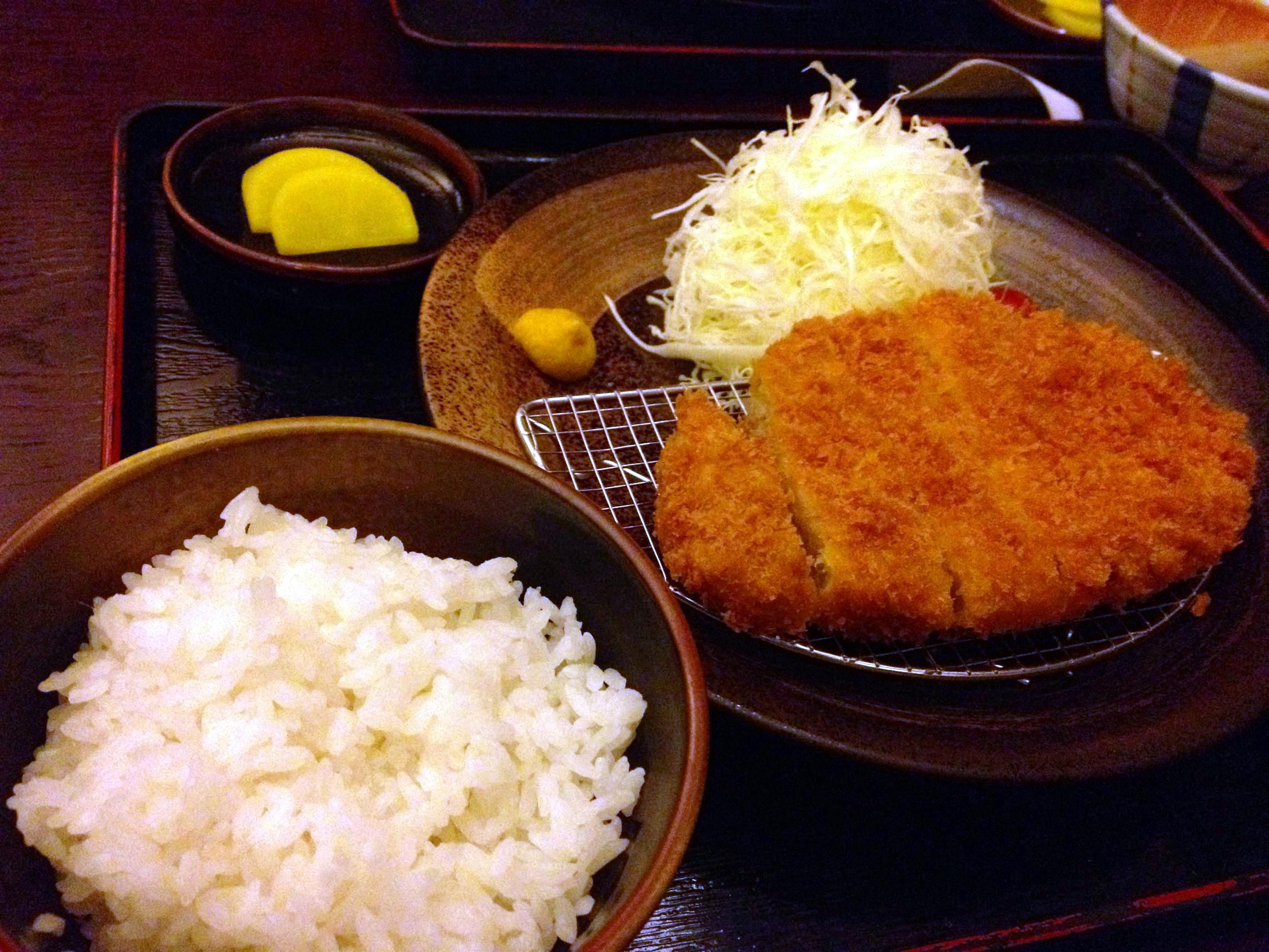
吉列豬排套餐
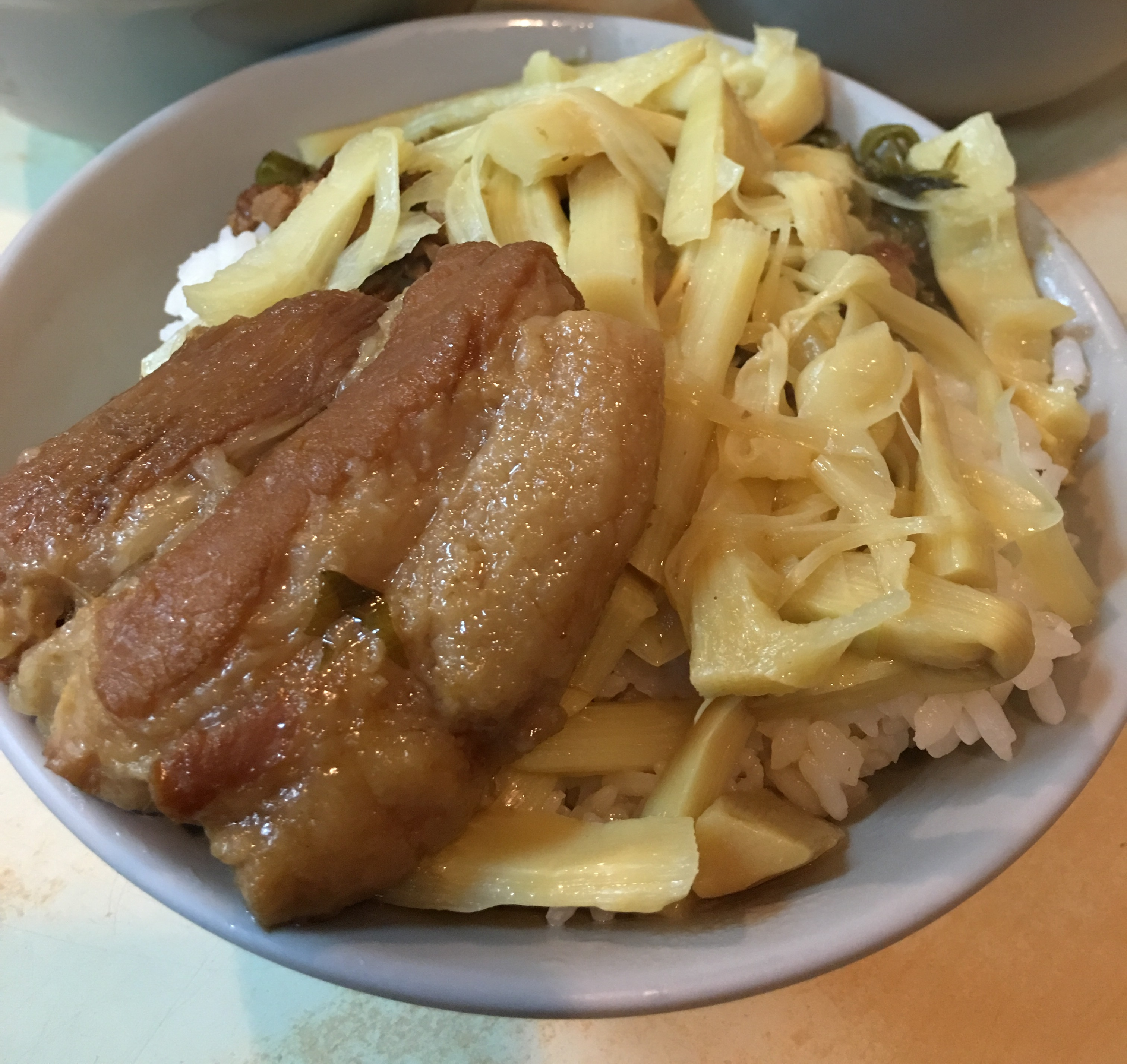
爌肉飯
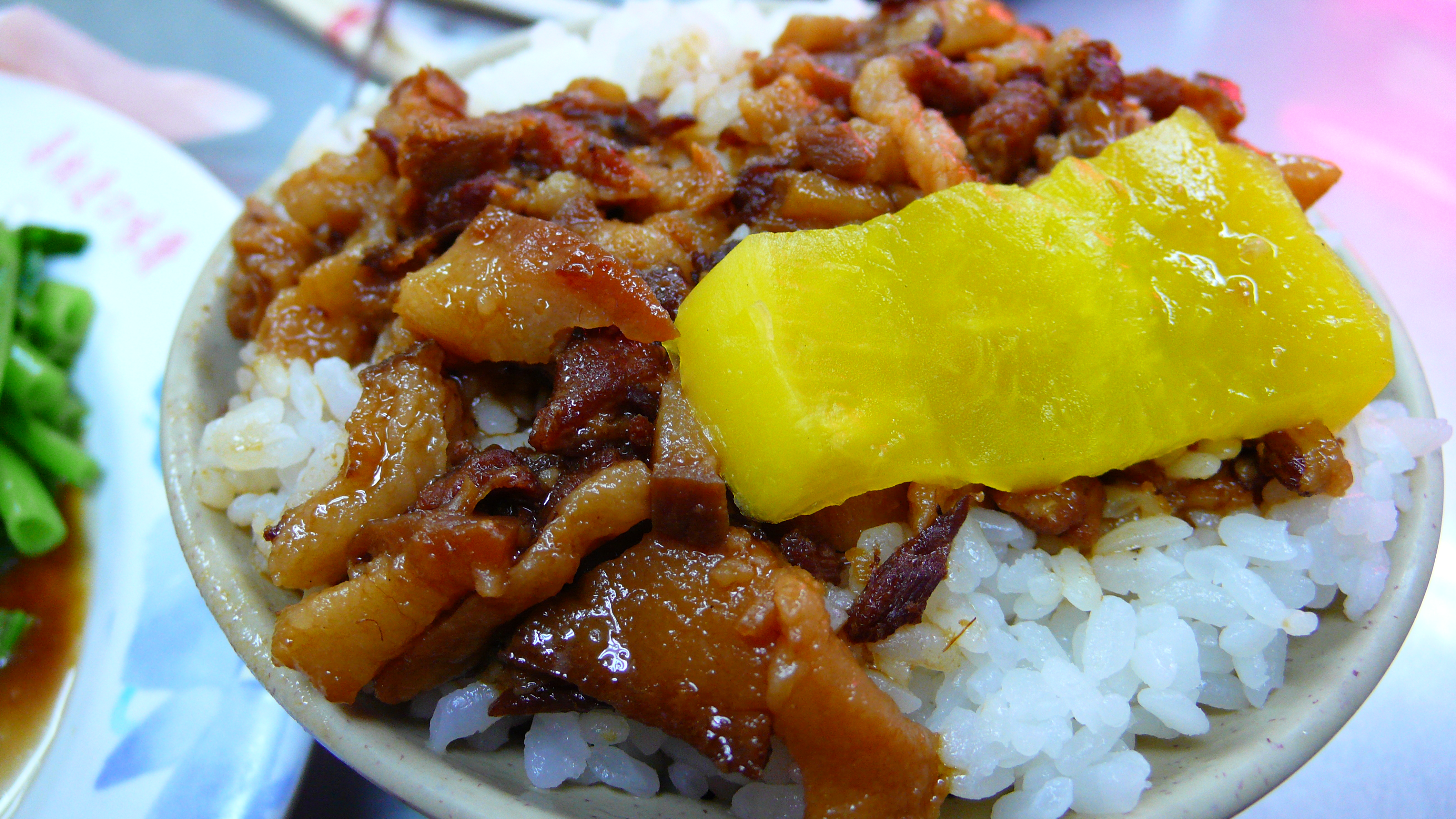
滷肉飯
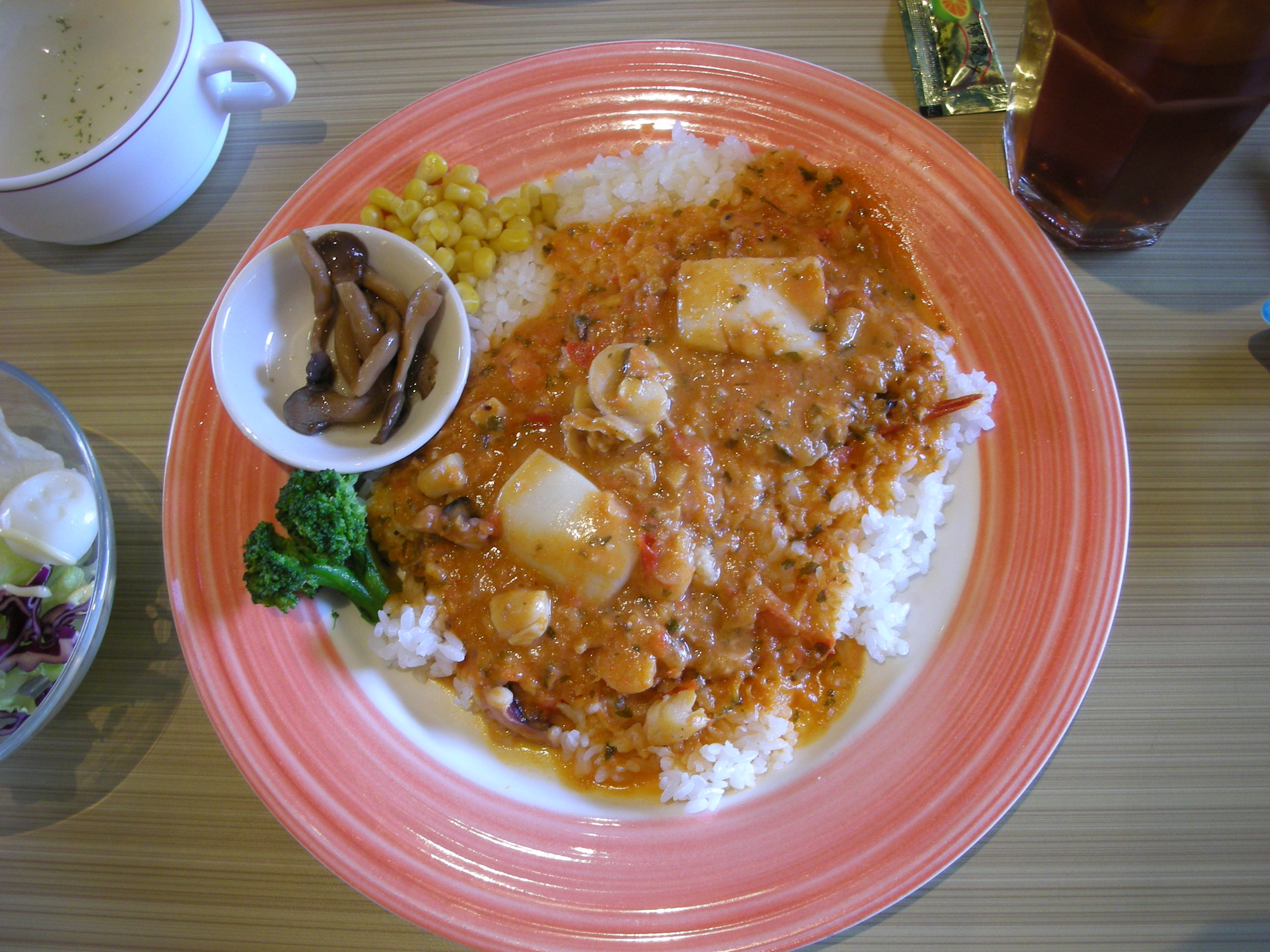
豬肉燴飯
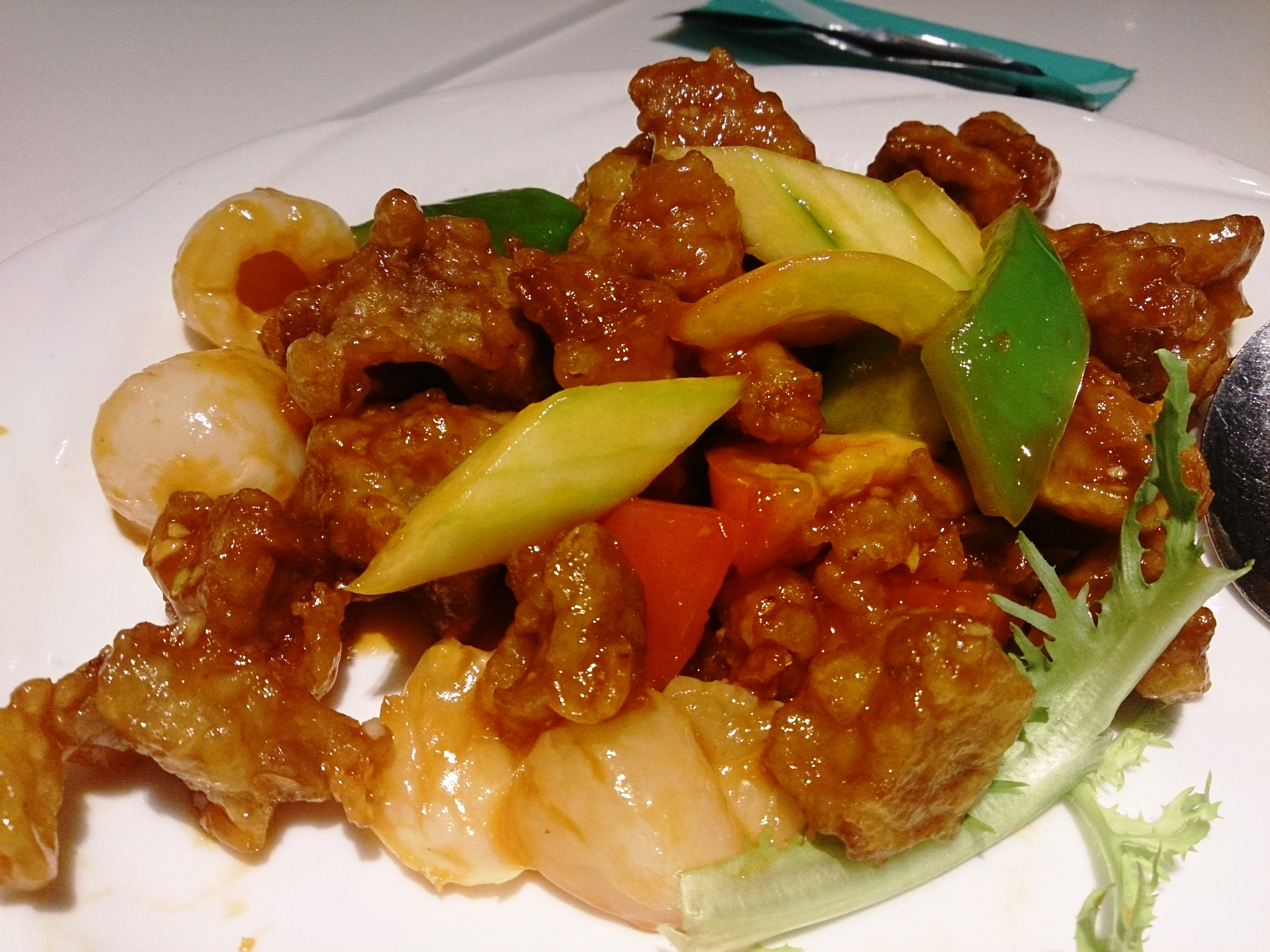
甜口雜燴豬肉
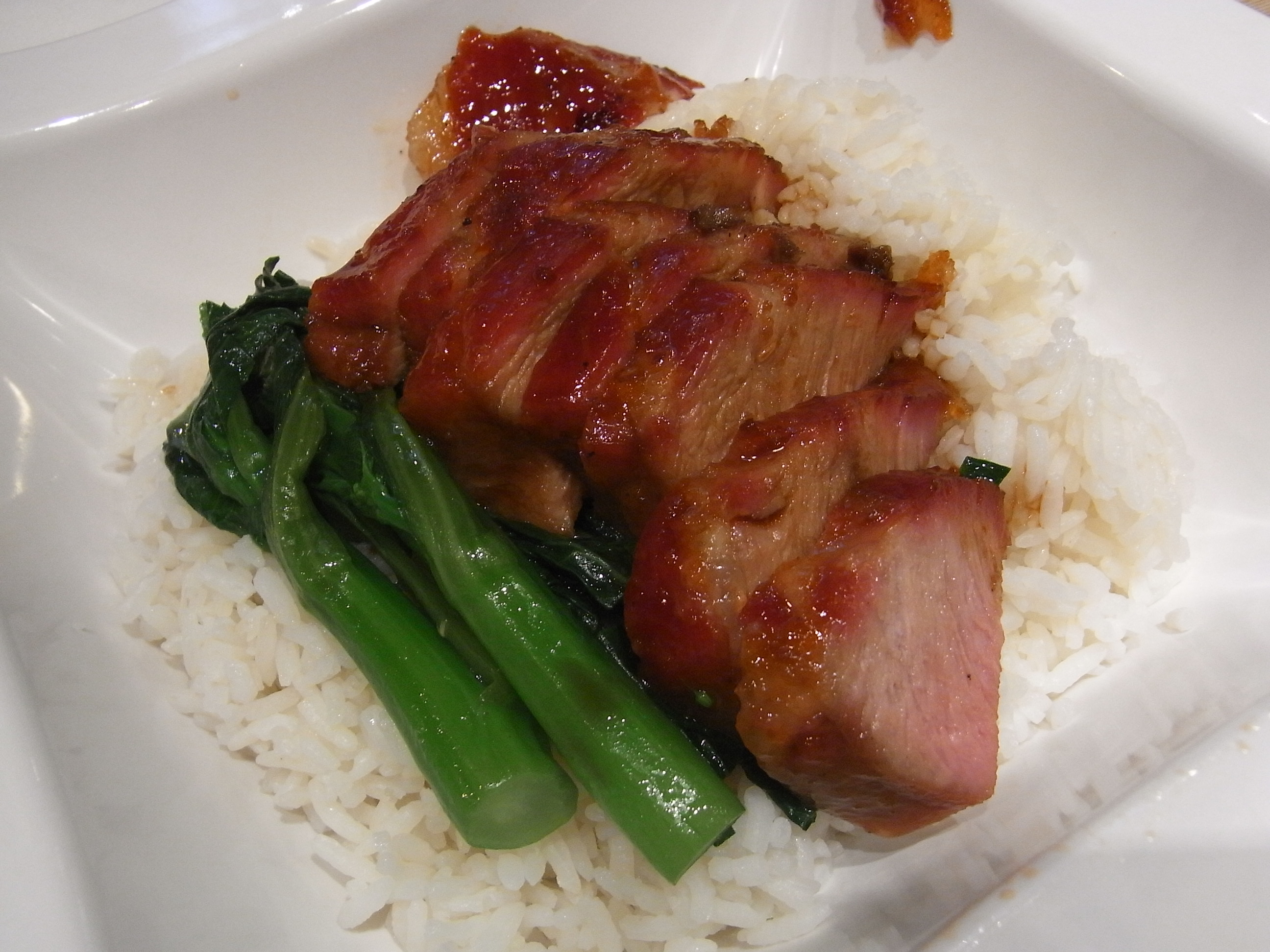
豬肉叉燒飯
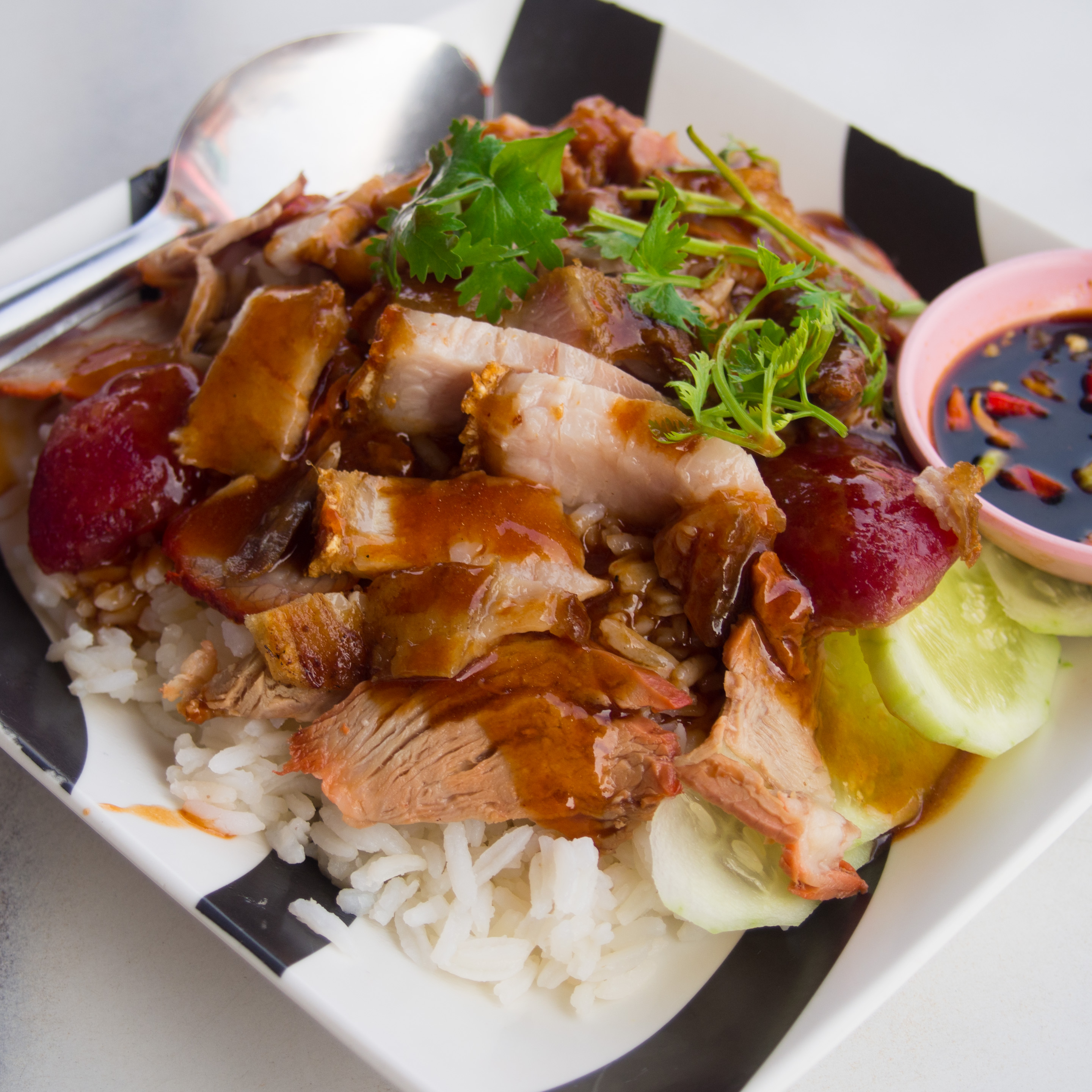
中餐西吃式叉燒
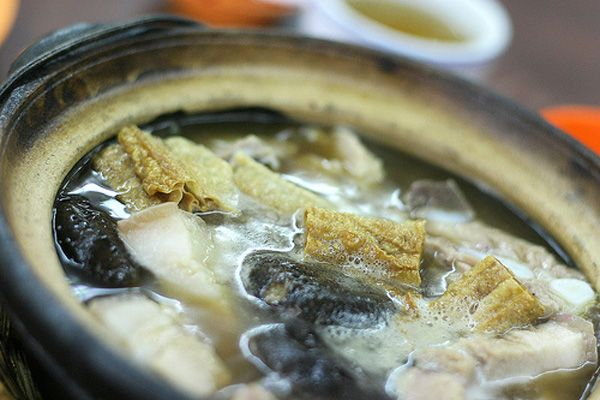
豬雜湯
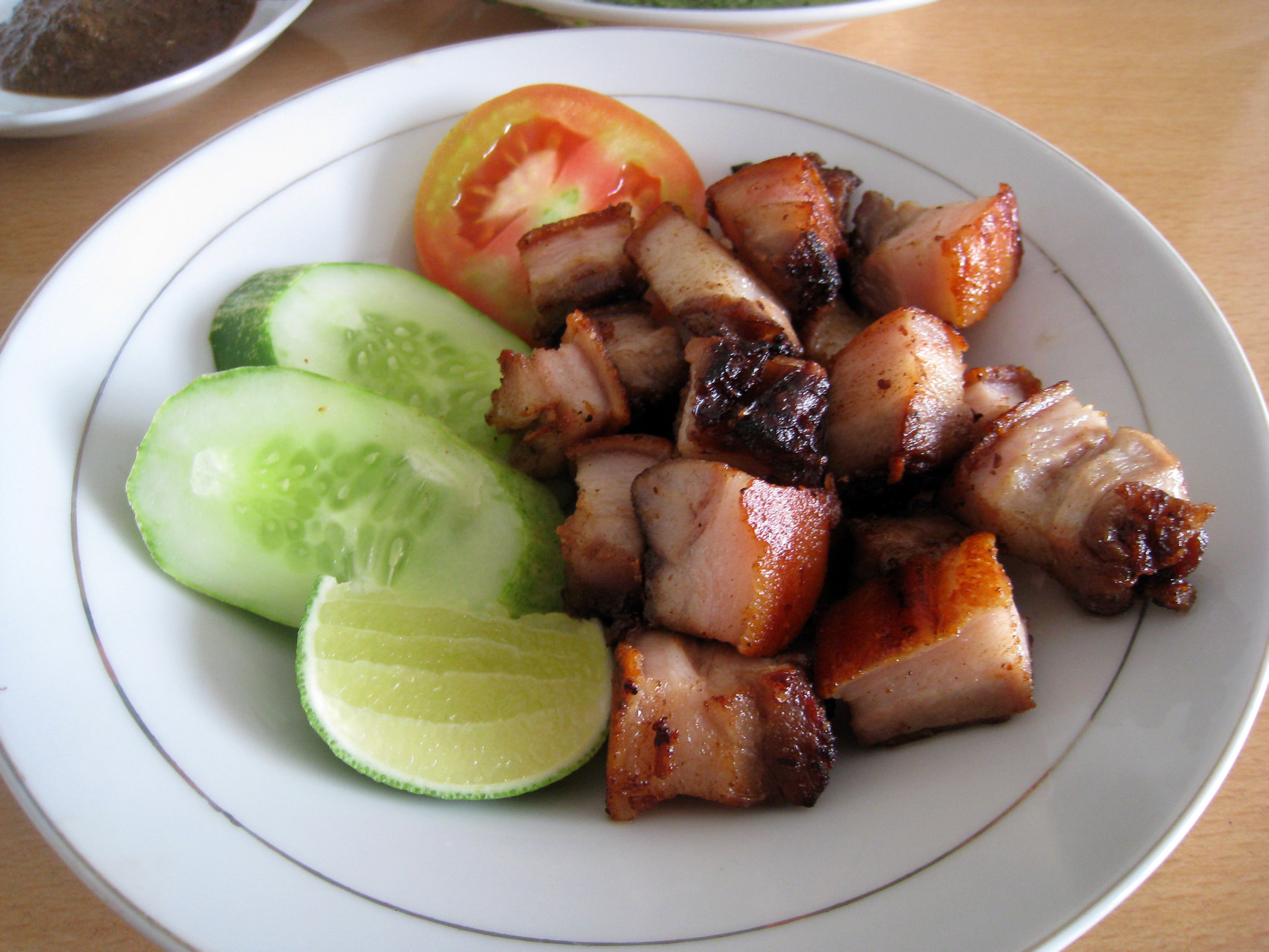
豬腿肉健身餐
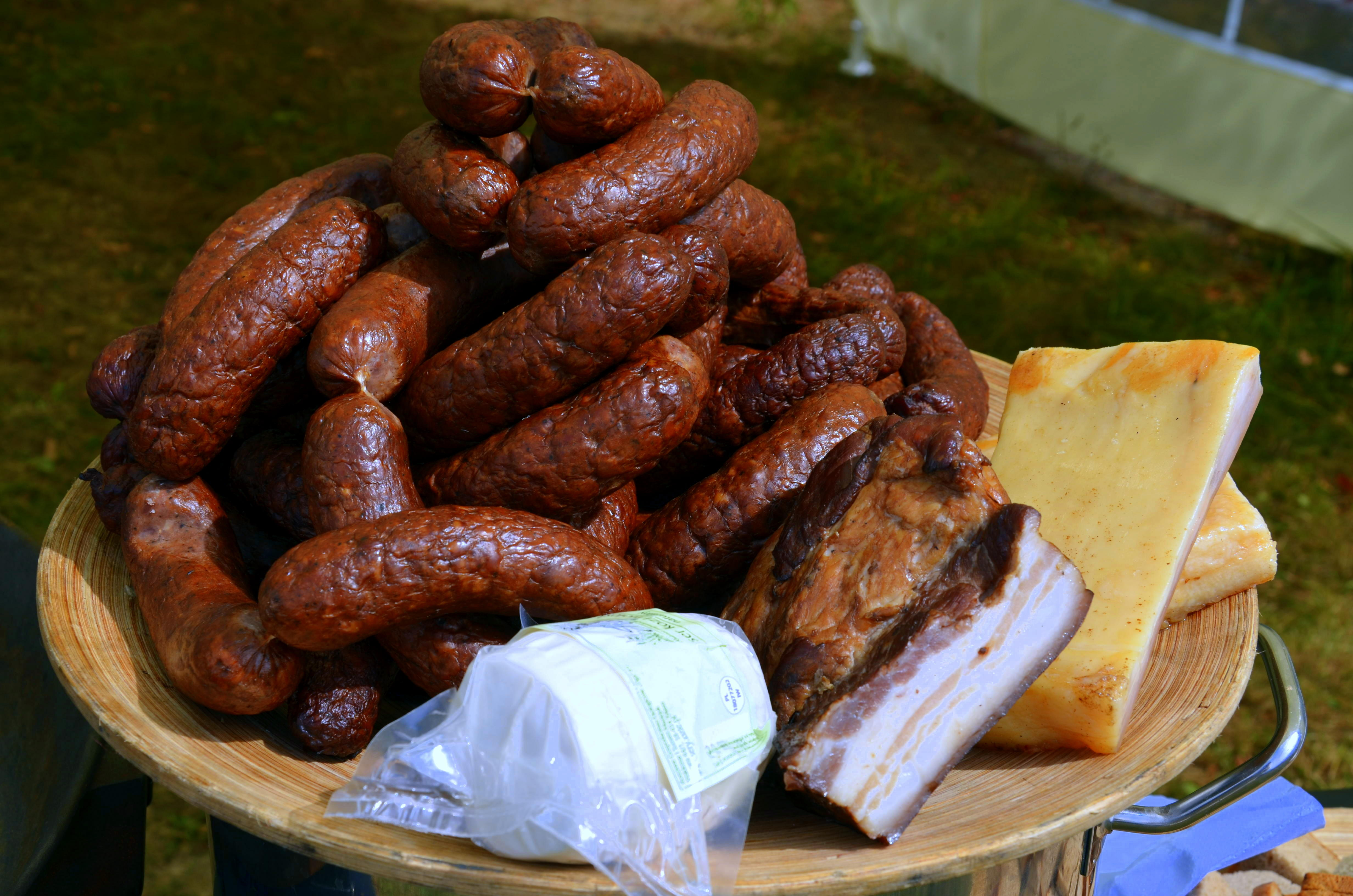
歐洲香腸
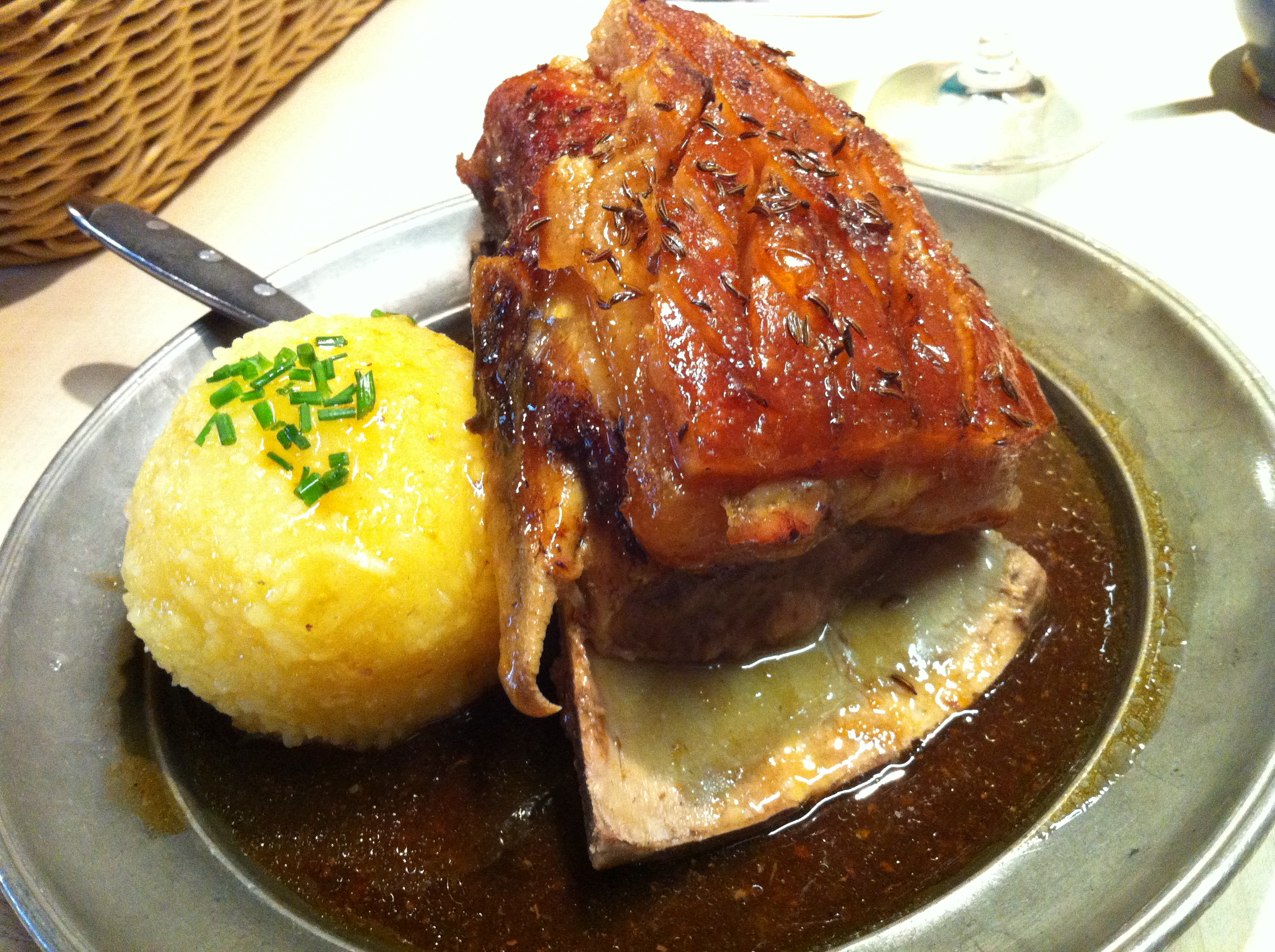
德國豬腳
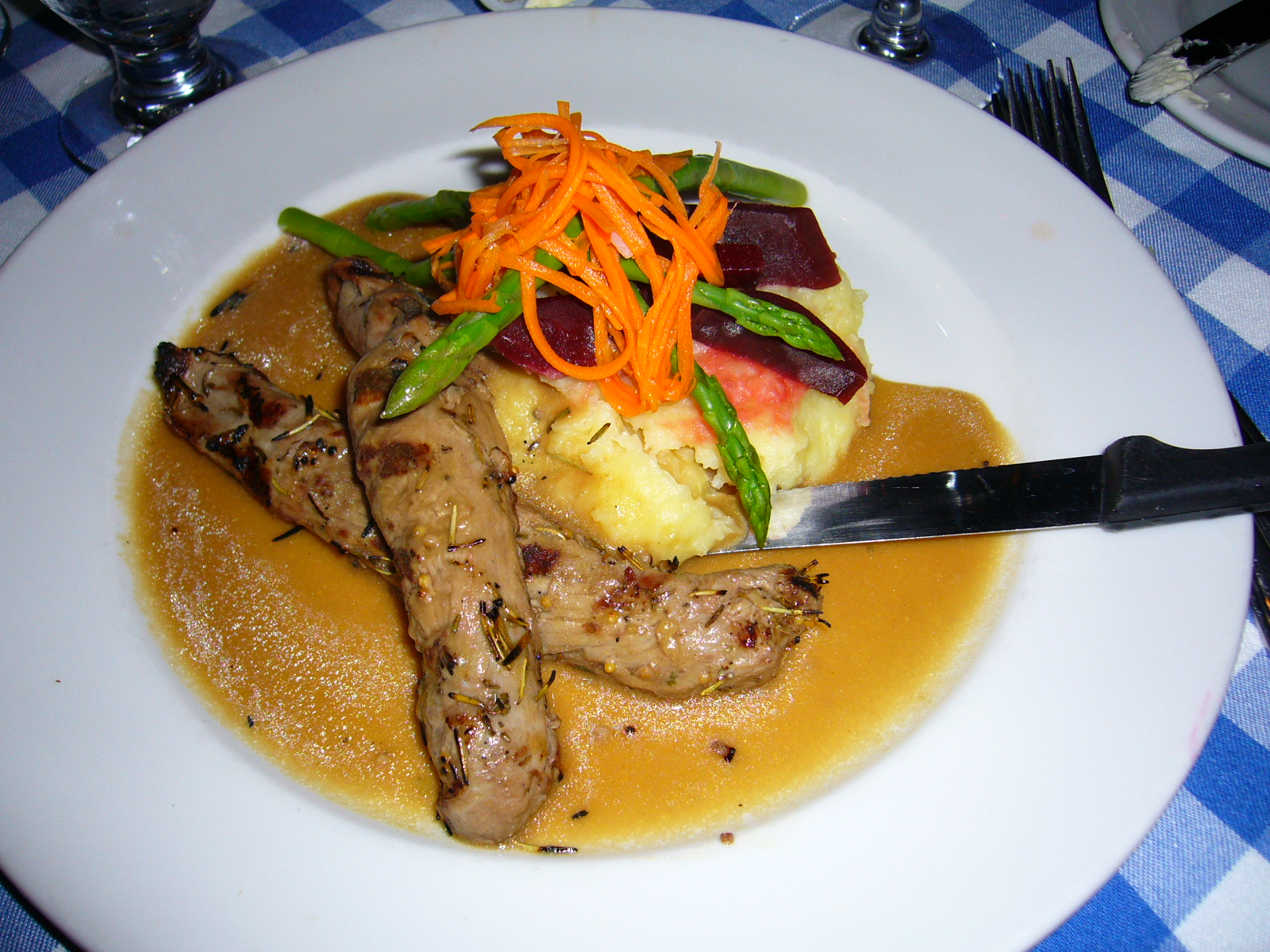
豬柳條
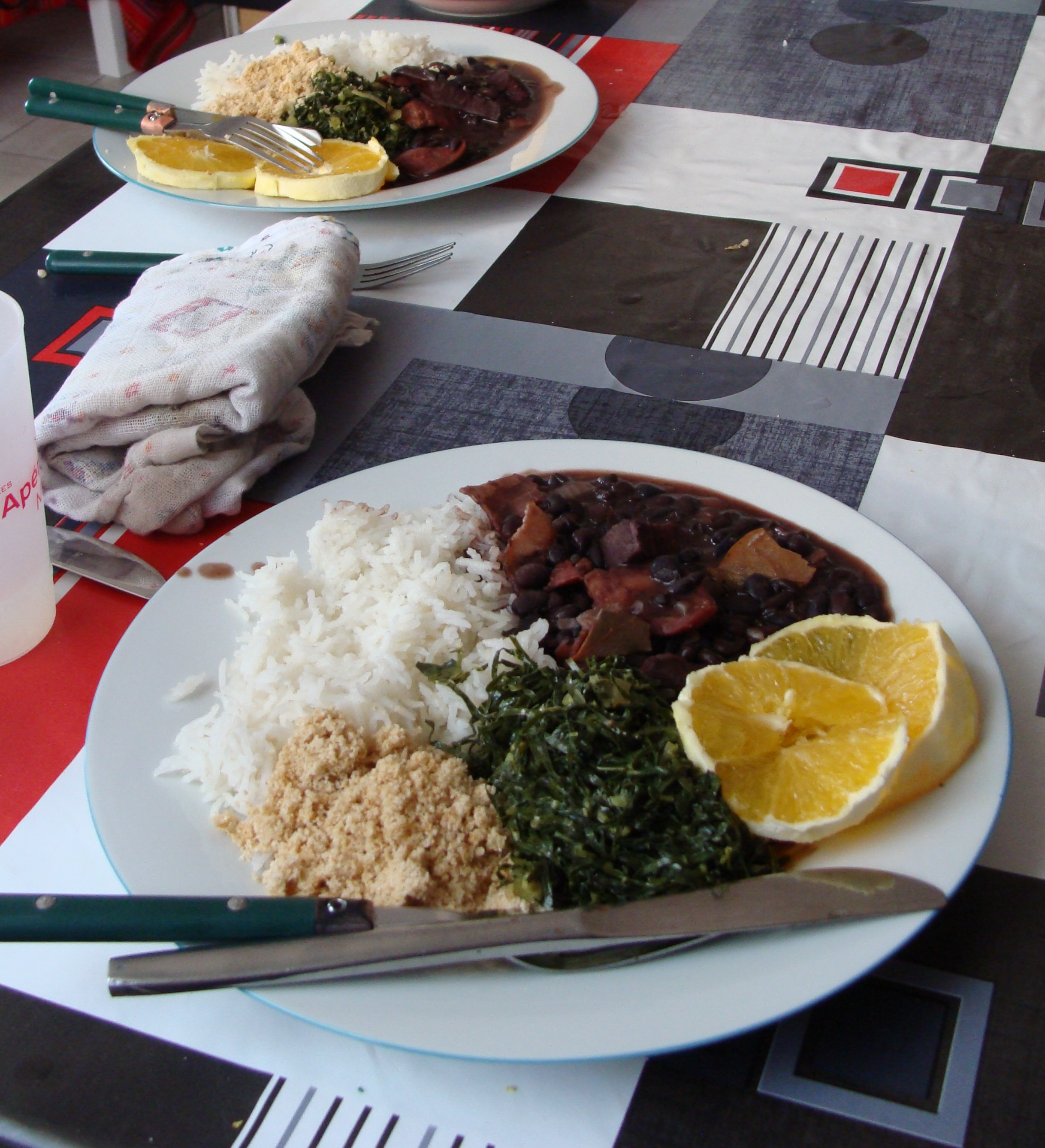
咖哩豬肉
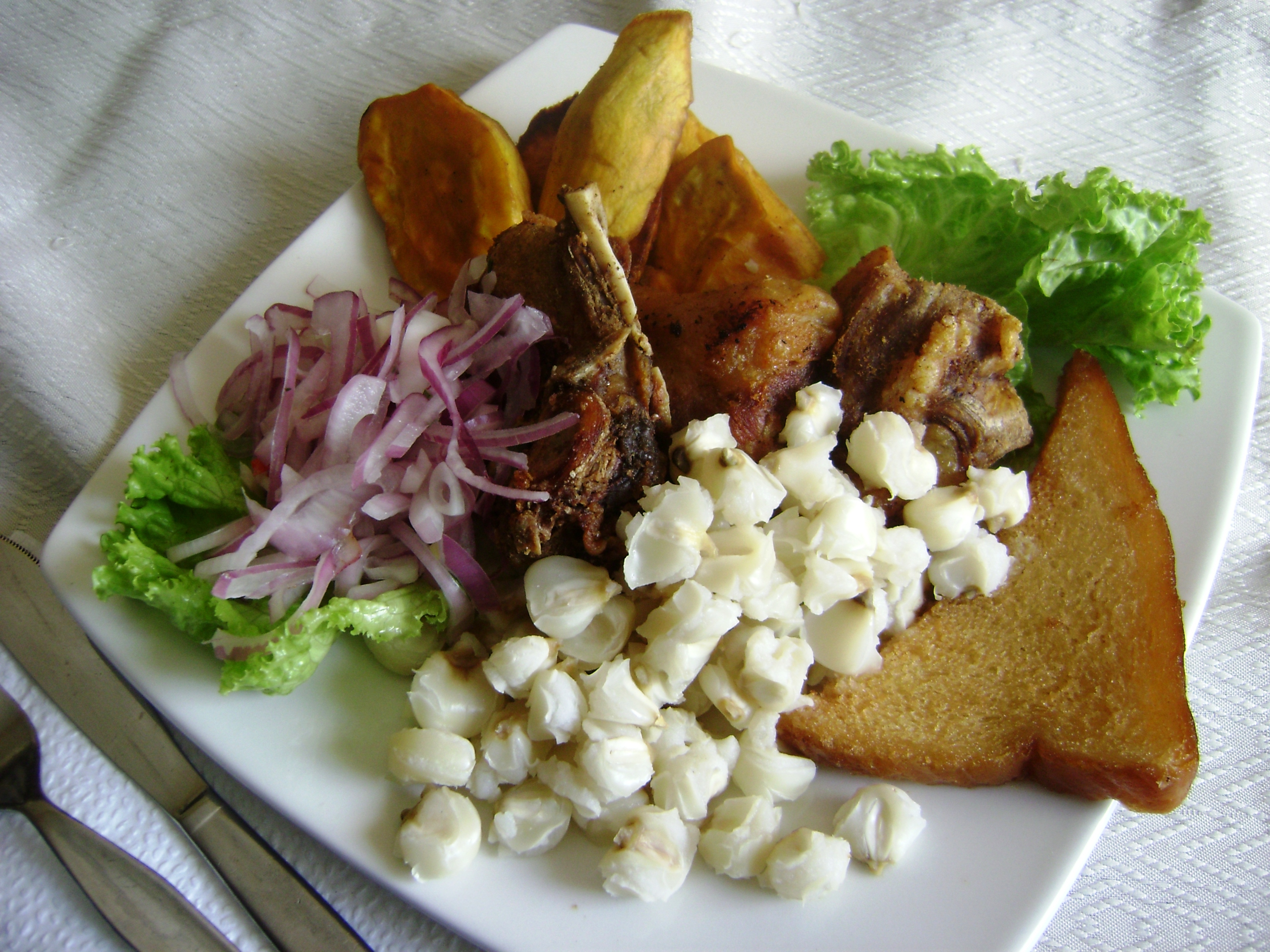
豬排西餐
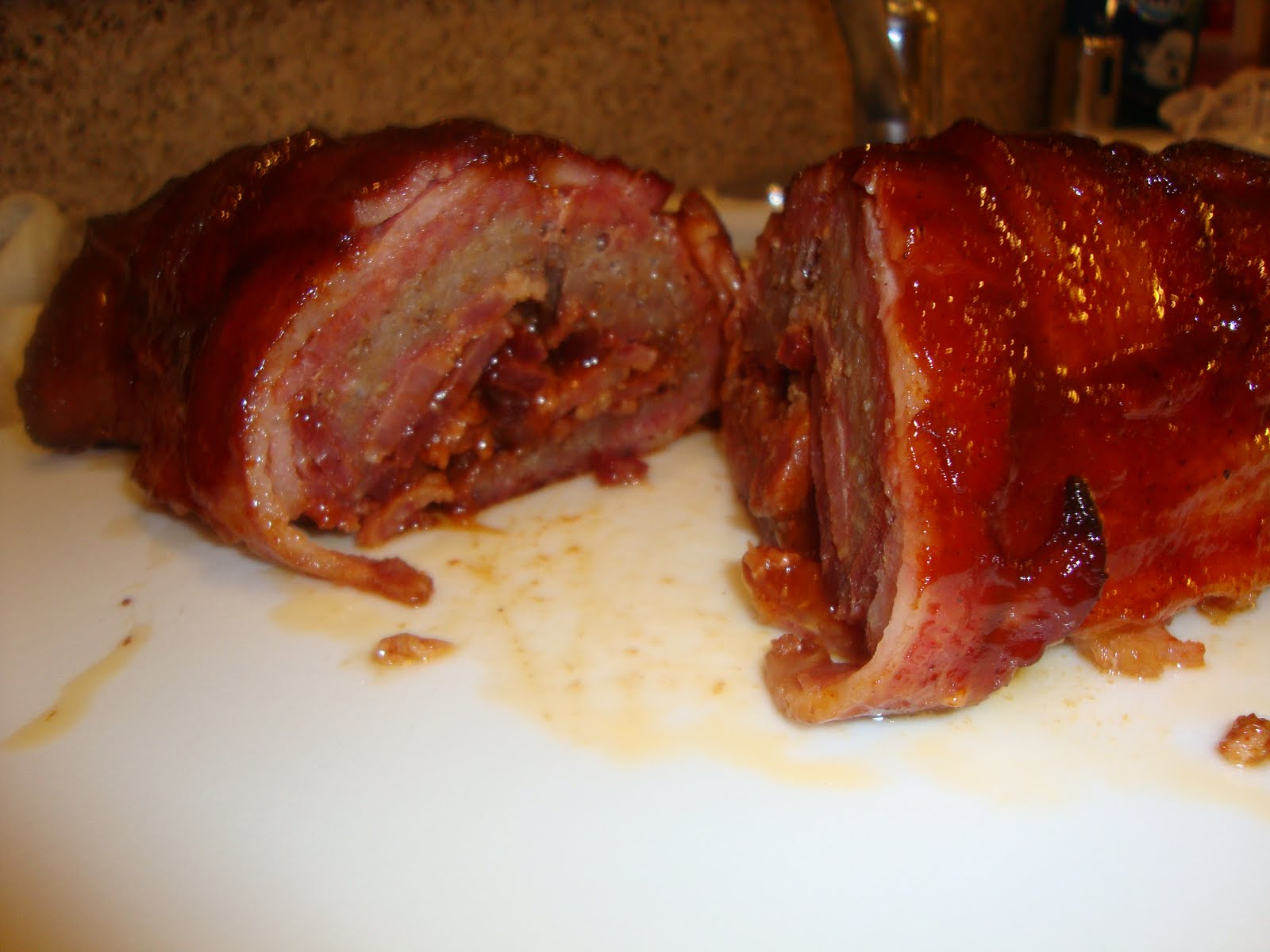
滷豬腳
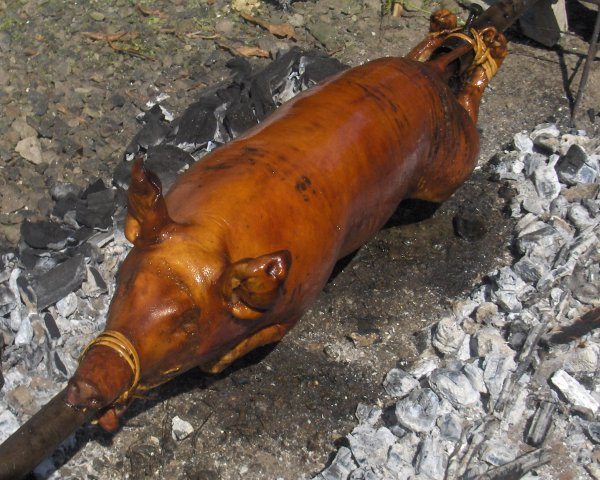
烤乳豬
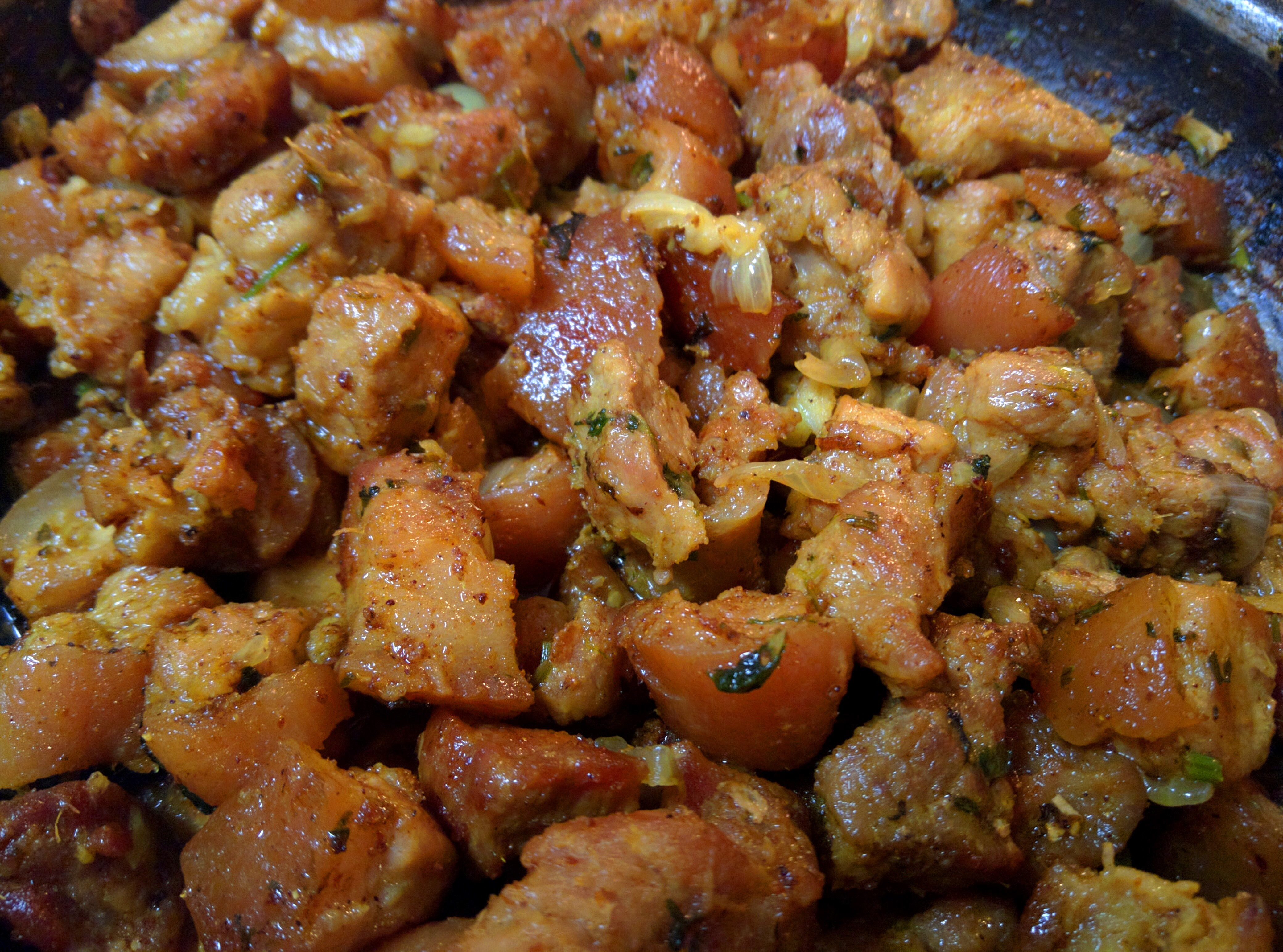
豬腳凍雜炒
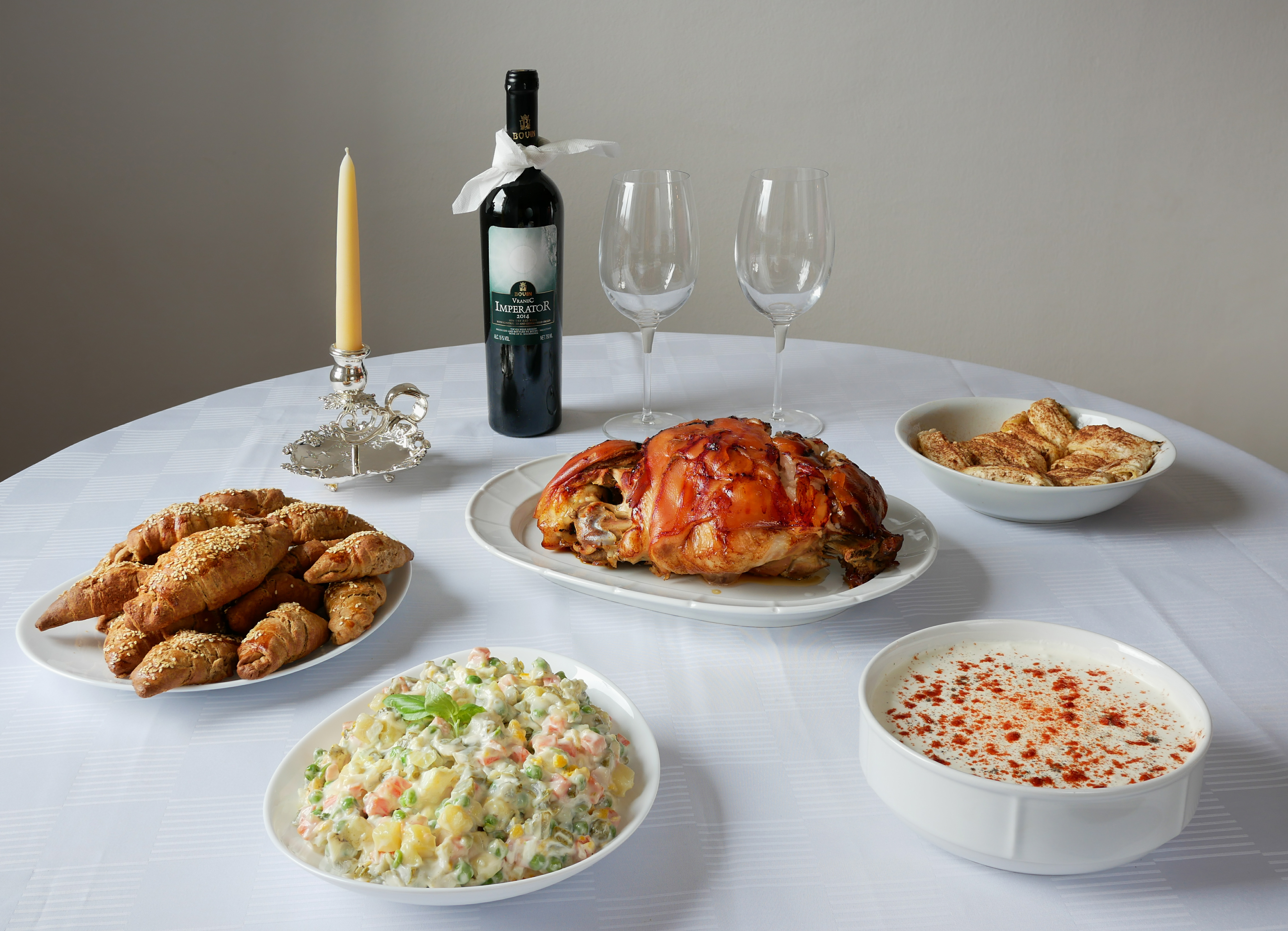
西式烤豬腿
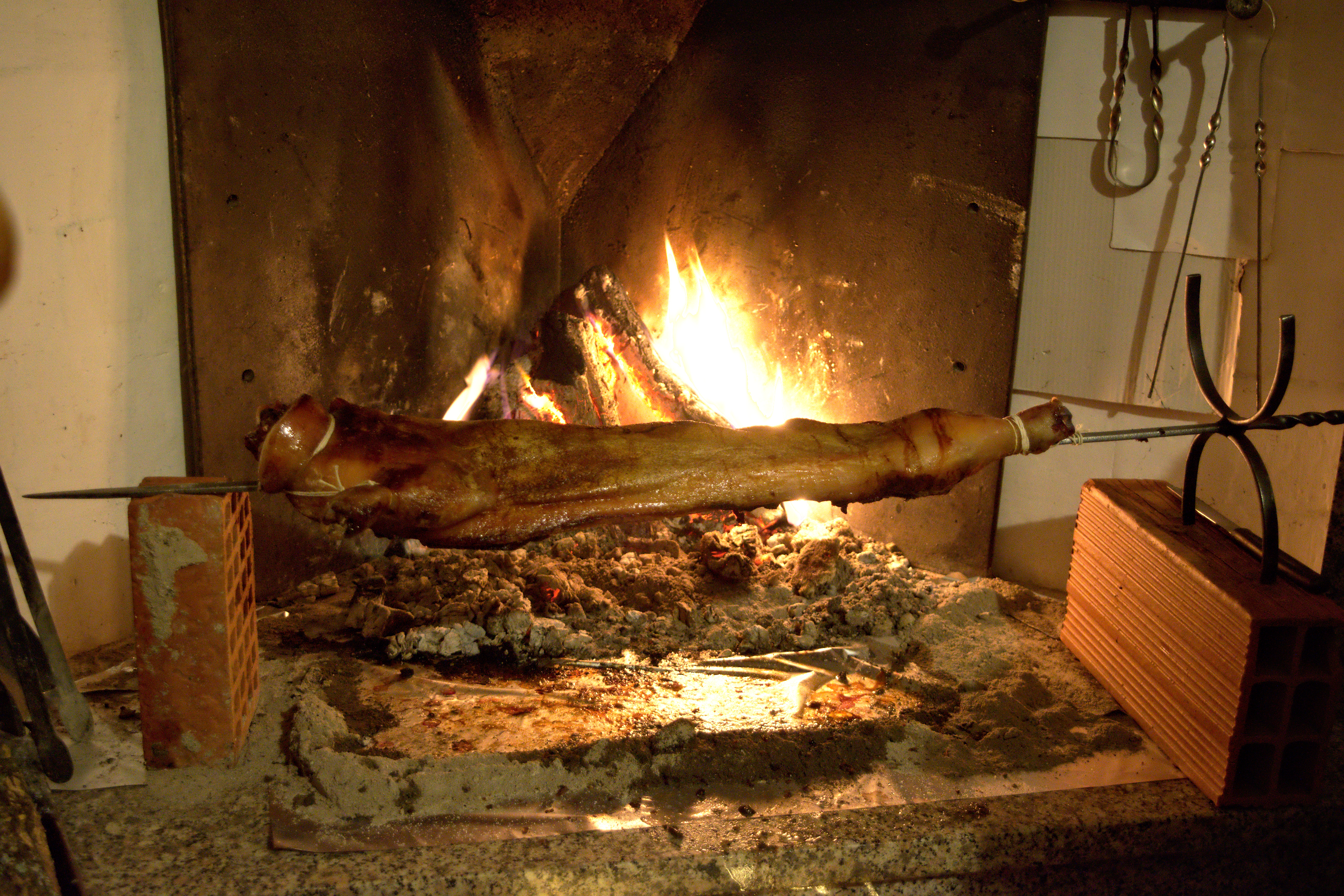
烤豬腳